# Llista d'episodis de Guardians de la nit: Kimetsu no Yaiba
La sèrie d'anime Guardians de la nit: Kimetsu no Yaiba està basada en el manga del mateix nom, escrit i il·lustrat per Koyoharu Gotōge, que es va començar a serialitzar el 15 de febrer de 2016 a la revista setmanal Shūkan Shōnen Jump de l'editorial Shūeisha. L'adaptació a l'anime dels primers arcs va ser produïda per l'estudi Ufotable, va ser estrenada el 6 d'abril de 2019 i va finalitzar el 28 de setembre del mateix any.
L'anime es va començar a emetre en català el 10 d'octubre del 2022, coincidint amb la creació del nou canal SX3, que va doblar-ne la primera temporada. Durant el saló Manga Barcelona de 2024, la distribuïdora Selecta Visión va anunciar el doblatge en català de la segona temporada. Va començar a publicar la segona part d'aquesta segona temporada el 15 d'abril de 2025 a AnimeBox.

## Temporades
| Temporada | Temporada | Episodis | Episodis | #  | #  | Data d'emissió al Japó | Data d'emissió al Japó | Data d'emissió en català | Data d'emissió en català |
| Temporada | Temporada | Episodis | Episodis | #  | #  | Primera emissió        | Última emissió         | Primera emissió          | Última emissió           |
| --------- | --------- | -------- | -------- | -- | -- | ---------------------- | ---------------------- | ------------------------ | ------------------------ |
|           | 1         | 1-26     | 1-26     | 26 | 26 | 6 d'abril de 2019      | 28 de setembre de 2019 | 10 d'octubre de 2022     | 22 de novembre de 2022   |
|           | 2         | 26-44    | 27-33    | 18 | 7  | 10 d'octubre de 2021   | 28 de novembre de 2021 |                          |                          |
|           | 2         | 26-44    | 34-44    | 18 | 11 | 5 de desembre de 2021  | 13 de febrer de 2022   | 15 d'abril de 2025       | 15 d'abril de 2025       |
|           | 3         | 45-55    | 45-55    | 11 | 11 | 9 d'abril de 2023      | 18 de juny de 2023     |                          |                          |
|           | 4         | 56-63    | 56-63    | 8  | 8  | 12 de maig de 2024     | 30 de juny de 2024     |                          |                          |

## Llista d'episodis

### Primera temporada
El tema d'obertura és «Gurenge» (紅蓮華) de LiSA, mentre que el tema de tancament és «from the edge» (フロム・ジ・エッジ, Furomu ji ejji) de FictionJunction i LiSA. L'ending de l'episodi 19 té per nom «Kamado Tanjirō no Uta» (竈門炭治郎のうた) i la canten Go Shiina i Nami Nakagawa.
| Núm. total | Núm. temporada | Títol en català | Data d'estrena al Japó | Data d'estrena en català |
| --- | -------------- | --- | ---------------------- | ------------------------ |
| 1 | 1              | Crueltat Zankoku (残酷)                                                                                                 | 6 d'abril de 2019      | 10 d'octubre de 2022     |
| El Tanjiro Kamado porta una vida humil però feliç amb la seva família, a la muntanya. Un dia, quan torna de vendre carbó al poble, troba la seva mare i els seus germans brutalment assassinats a mans d'un dimoni. L'única que sobreviu és una de les seves germanes, la Nezuko. Mentre el Tanjiro, desesperat, corre pels camins nevats amb la Nezuko a coll per salvar-li la vida, ella es desperta i intenta atacar-lo. |                | |                        |                          |
| 2 | 2              | El mestre Sakonji Urokodaki Sodate Urokodaki Sakonji (育手・鱗滝左近次)                                                 | 13 d'abril de 2019     | 11 d'octubre de 2022     |
| Seguint les indicacions del Giyu Tomioka, el Tanjiro es dirigeix cap al mont Sagiri amb la seva germana, la Nezuko, que s'acaba de convertir en dimoni. De nit, els dos germans troben un temple i el Tanjiro sent olor de sang. Pensant-se que potser hi ha algun ferit que necessita ajuda, s'afanya a entrar-hi i descobreix un dimoni devorador d'humans que els ataca sense contemplacions.                            |                | |                        |                          |
| 3 | 3              | Sabito i Makomo Sabito to Makomo (錆兎と真菰)                                                                           | 20 d'abril de 2019     | 12 d'octubre de 2022     |
| Els caçadimonis són una legió de guerrers que existeix des de temps immemorials. Per formar-ne part, en Tanjiro comença a entrenar-se sota la tutela del mestre Sakonji Urokodaki, amb la intenció de presentar-se a la tria final on s'avalua els aspirants. Al cap d'un any, el seu instructor admet que ja no li pot ensenyar res més, i li proposa un últim repte: tallar una roca enorme amb l'espasa.                 |                | |                        |                          |
| 4 | 4              | La tria final Saishū Senbetsu (最終選別)                                                                                | 27 d'abril de 2019     | 13 d'octubre de 2022     |
| Per entrar a formar part de la legió dels caçadimonis, cal sobreviure durant una setmana sencera al mont Fujikasane. El vessant superior de la muntanya és una presó de dimonis que posaran a prova les habilitats dels joves candidats. En Tanjiro, amb les tècniques de respiració i de lluita que ha après del seu mestre, comprovarà que el duríssim entrenament dels dos últims anys no ha estat en va.                |                | |                        |                          |
| 5 | 5              | El meu acer Onore no Hagane (己の鋼)                                                                                    | 4 de maig de 2019      | 17 d'octubre de 2022     |
| Només quatre aspirants han superat la tria final. Cadascun d'ells rebrà un uniforme i un corb Kasugai, que servirà d'enllaç amb l'organització. En acabat, els faran triar una peça d'acer "tamahagane" amb què forjaran la seva espasa, la "nichirin". En Tanjiro, al límit de les seves forces, aconsegueix tornar amb penes i treballs a casa de l'Urokodaki, on l'espera una sorpresa.                                  |                | |                        |                          |
| 6 | 6              | El caçador i el seu dimoni Oni wo Tsureta Kenshi (鬼を連れた剣士)                                                       | 11 de maig de 2019     | 18 d'octubre de 2022     |
| Amb la seva flamant espasa "nichirin" a la cintura i la Nezuko a l'esquena, amagada en una caixa de fusta especial que li ha fabricat l'Urokodaki, el Tanjiro s'encamina cap a un llogaret del nord-oest on cada nit desapareix alguna noia adolescent. Allà coneixerà el Kazumi, un jove que busca desesperadament la seva promesa.                                                                                        |                | |                        |                          |
| 7 | 7              | Muzan Kibutsuji Kibutsuji Muzan (鬼舞辻 無慘)                                                                           | 18 de maig de 2019     | 19 d'octubre de 2022     |
| |                | |                        |                          |
| 8 | 8              | L'olor de la sang encantada Genwaku no Chi no Kaori (幻惑の血の香り)                                                    | 25 de maig de 2019     | 20 d'octubre de 2022     |
| |                | |                        |                          |
| 9 | 9              | Els dimonis de les pilotes i les fletxes Temari Oni to Yajirushi Oni (手毬鬼と矢印鬼)                                   | 1 de juny de 2019      | 24 d'octubre de 2022     |
| El Tanjiro rep l'ajuda de la Tamayo i el Yushiro, una parella de dimonis. Ella el convida a la seva mansió, camuflada gràcies a una art demoníaca. Un cop allà, busquen la manera d'aconseguir que un dimoni recuperi la naturalesa humana. Però dos dels sequaços del Kibutsuji descobreixen l'amagatall i els ataquen sense contemplacions.                                                                               |                | |                        |                          |
| 10 | 10             | Sempre junts Zutto Issho ni Iru (ずっと一緒にいる)                                                                      | 8 de juny de 2019      | 25 d'octubre de 2022     |
| |                | |                        |                          |
| 11 | 11             | La mansió dels tambors Tsuzumi no Yashiki (鼓の屋敷)                                                                    | 15 de juny de 2019     | 26 d'octubre de 2022     |
| Cada vegada que sona el tambor, les habitacions de l'enigmàtica mansió roten, i el Tanjiro i el Zenitsu acaben separats a conseqüència d'aquest fenomen tan estrany. El Tanjiro topa amb l'amo de la casa, un dimoni que té diferents tambors encastats al cos, i amb un altre curiós personatge que porta posat un cap de senglar.                                                                                         |                | |                        |                          |
| 12 | 12             | El Zenitsu dorm i el senglar ensenya els ullals Inoshishi wa Kiba wo Muki, Zenitsu wa Nemuru (猪は牙を剥き、善逸は眠る) | 22 de juny de 2019     | 27 d'octubre de 2022     |
| |                | |                        |                          |
| 13 | 13             | Allò més important que la vida Inochi Yori Daiji-na Mono (命より大事なもの)                                             | 29 de juny de 2019     | 31 d'octubre de 2022     |
| El dimoni Kyogai, amo de la mansió i exmembre de les Dotze Llunes Demoníaques, fa girar les habitacions al so dels tambors. El Tanjiro, al límit de les seves forces, comença a dubtar de si mateix. No troba la clau per controlar el dolor i contraatacar, però no tindrà més remei que fer el cor fort. Serà capaç de fer callar el so dels seus tambors?                                                                |                | |                        |                          |
| 14 | 14             | La casa amb l'escut de glicina Fuji no Hana no Kamon no Ie (藤の花の家紋の家)                                           | 6 de juliol de 2019    | 1 de novembre de 2022    |
| El Tanjiro aconsegueix sortir victoriós d'una duríssima batalla contra el Kyogai. Quan surt de la mansió, troba el Zenitsu intentant protegir la caixa de la Nezuko, tot i que sap que conté un dimoni. Un caçadimonis amb una doble espasa "nichirin" i un cap de porc senglar vol matar tant sí com no el dimoni que protegeix el Zenitsu.                                                                                |                | |                        |                          |
| 15 | 15             | El mont Natagumo Natagumo-yama (那多蜘蛛山)                                                                             | 13 de juliol de 2019   | 2 de novembre de 2022    |
| La pròxima missió del Tanjiro, la Nezuko, l'Inosuke i el Zenitsu és al mont Natagumo. Als boscos d'aquesta muntanya sinistra hi viuen unes aranyes controlades per una família de dimonis. El Zenitsu, mort de por, es queda enrere mentre el Tanjiro i l'Inosuke s'endinsen al bosc, on es troben un grup de caçadimonis que han caigut presoners dels fils de l'aranya.                                                   |                | |                        |                          |
| 16 | 16             | Que primer hi vagi algú altre Jibun Dewanai Dareka wo Mae e (自分ではない誰かを前へ)                                    | 20 de juliol de 2019   | 3 de novembre de 2022    |
| El Tanjiro i l'Inosuke aconsegueixen tallar els fils d'aranya que controlen els caçadimonis. Després de destruir les teranyines, s'endinsen a la muntanya. A mesura que avancen, els fils de les aranyes que hi viuen són més gruixuts i les marionetes, més fortes. Cada vegada és més difícil aturar els caçadimonis posseïts sense ferir-los, però el Tanjiro acaba trobant la solució.                                  |                | |                        |                          |
| 17 | 17             | Has de dominar una sola cosa Hitotsu no Koto Kiwamenuke (一つのこと極め抜け)                                            | 27 de juliol de 2019   | 7 de novembre de 2022    |
| Just abans de morir, la mare de la família de dimonis revela al Tanjiro que al mont Natagumo s'hi amaga un membre de les Dotze Llunes Demoníaques, la sang del qual pot ser la clau per curar la seva germana. El Tanjiro continua avançant cap al cor de la muntanya al costat de l'Inosuke, que està malferit. Mentrestant, el Zenitsu topa amb una aranya amb cara humana.                                               |                | |                        |                          |
| 18 | 18             | Vincles forçats Nisemono no Kizuna (偽物の絆)                                                                           | 3 d'agost de 2019      | 8 de novembre de 2022    |
| El pare de la família d'aranyes és un gegant que, amb la seva força descomunal, envia el Tanjiro a l'altra punta del bosc. Allà, el jove caçadimonis presencia una escena colpidora: el Rui, un jove dimoni, està castigant físicament la seva germana. Segons aquest, només l'odi i la por poden mantenir els vincles familiars, una afirmació que fa enrabiar el Tanjiro.                                                 |                | |                        |                          |
| 19 | 19             | El Déu del Foc Hinokami (ヒノカミ)                                                                                      | 10 d'agost de 2019     | 9 de novembre de 2022    |
| El membre més fort de la legió de caçadimonis ha arribat al mont Natagumo: és el Giyu Tomioka, el Pilar de l'Aigua. L'Inosuke s'emociona en veure'n l'habilitat amb l'espasa, i el desafia a un duel cos a cos. D'altra banda, la Shinobu Kocho, Pilar dels Insectes, apareix davant del moribund Zenitsu, que està a punt de convertir-se en aranya.                                                                       |                | |                        |                          |
| 20 | 20             | Una família postissa Yose Atsume no Kazoku (寄せ集めの家族)                                                             | 17 d'agost de 2019     | 10 de novembre de 2022   |
| El Tanjiro creu que li ha arribat l'hora quan cau a la xarxa teixida per l'art demoníaca del Rui. De sobte, recorda una dansa ritual que el seu difunt pare feia en honor del Déu del Foc, i executa una tècnica diferent de les que ha après a fer amb la Respiració de l'Aigua. Mentrestant, la germana del Rui corre per la muntanya buscant caçadimonis.                                                                |                | |                        |                          |
| 21 | 21             | Contra les normes Tairitsu Ihan (隊律違反)                                                                              | 24 d'agost de 2019     | 14 de novembre de 2022   |
| El Rui, per fi, comença a recordar la seva vida humana. Era un nen feble i malaltís fins que va conèixer el Muzan Kibutsuji, que el va convertir en dimoni. Amb les seves noves forces, va matar els seus pares i, des d'aleshores, no va deixar mai de buscar vincles amb altres dimonis per mirar de formar una família pròpia que li omplís el buit.                                                                     |                | |                        |                          |
| 22 | 22             | El patró Oyakata-sama (お館様)                                                                                          | 31 d'agost de 2019     | 15 de novembre de 2022   |
| Després de la batalla, el Tanjiro i la Nezuko acaben al quarter general de la Legió de caçadimonis. Allà participen en l'Assemblea dels Pilars, presidida per la màxima autoritat del cos, el Kagaya Ubuyashiki. Els Pilars reclamen un càstig pels actes del Tanjiro. La tensió arriba al punt culminant quan el Sanemi Shinazugawa, el Pilar del Vent, comença a provocar la Nezuko.                                      |                | |                        |                          |
| 23 | 23             | L'assemblea de pilars Chūgō Kaigi (柱合会議)                                                                            | 7 de setembre de 2019  | 16 de novembre de 2022   |
| El Kagaya, la màxima autoritat de la Legió, aprova que el Tanjiro i la Nezuko continuïn formant part de les files de caçadimonis. No obstant això, alguns Pilars s'hi manifesten en contra. El Sanemi, el Pilar del Vent, es fa un tall al braç per provocar la Nezuko i demostrar que, com qualsevol altre dimoni, ella tampoc no pot resistir la temptació de la sang.                                                    |                | |                        |                          |
| 24 | 24             | La rehabilitació Kinō Kaifuku Kunren (機能回復訓練)                                                                     | 14 de setembre de 2019 | 17 de novembre de 2022   |
| Ja fa dues setmanes que el Tanjiro, el Zenitsu i l'Inosuke són a la mansió de la Shinobu Kocho, la Pilar dels Insectes. Quan ja estan gairebé del tot curats, el Tanjiro i l'Inosuke comencen la rehabilitació, però aviat es desanimen perquè els exercicis que han de fer són molt durs. El Zenitsu, que comença uns dies més tard, es motiva en veure's envoltat de noies.                                               |                | |                        |                          |
| 25 | 25             | Kanao Tsuyuri, la successora Tsuguko Tsuyuri Kanao (継ぐ子 栗花落カナヲ)                                                | 21 de setembre de 2019 | 21 de novembre de 2022   |
| El Tanjiro es recupera a la Mansió Papallona, on entrena la tècnica de la Concentració Total per aprendre a mantenir-la de dia i de nit. La seva companya de promoció, la Kanao, li fa fer exercicis que el deixen en evidència, però, al cap d'uns dies, l'entrenament comença a donar fruit. El Zenitsu i l'Inosuke, inspirats per la constància del Tanjiro, també reprenen les sessions d'entrenament.                  |                | |                        |                          |
| 26 | 26             | Una nova missió Aratanaru Ninmu (新たなる任務)                                                                          | 28 de setembre de 2019 | 22 de novembre de 2022   |
| Mentre el Tanjiro i els seus companys entren en la recta final de l'entrenament de rehabilitació, el Muzan Kibutsuji, el líder dels dimonis, reuneix les sis Llunes Inferiors per donar-los un escarment. El Tanjiro comprova que ara és capaç de lluitar amb la Kanao en condicions d'igualtat. Aleshores, el corb Kasugai el va a veure per assignar-li una nova missió.                                                  |                | |                        |                          |

### Segona temporada
| Arc del Tren Infinit    |         |                                                                               |                        |                    |
| 27                      | 1       | En Bashira Rengoku Kyōjurō (炎柱・煉󠄁獄杏寿郎)                                 | 10 d'octubre de 2021   |                    |
| 28                      | 2       | Fukai Nemuri (深い眠り)                                                       | 17 d'octubre de 2021   |                    |
| 29                      | 3       | Hontō nara (本当なら)                                                         | 24 d'octubre de 2021   |                    |
| 30                      | 4       | Bujoku (侮辱)                                                                 | 7 de novembre de 2021  |                    |
| 31                      | 5       | Mae e! (前へ！)                                                               | 14 de novembre de 2021 |                    |
| 32                      | 6       | (猗窩座)                                                                      | 21 de novembre de 2021 |                    |
| 33                      | 7       | Kokoro o Moyase (心を燃やせ)                                                  | 28 de novembre de 2021 |                    |
| Arc del barri del plaer |         |                                                                               |                        |                    |
| 34                      | 8 (1)   | Tengen Uzui, el Pilar del So On Bashira Uzui Tengen (音柱・宇髄天元)          | 5 de desembre de 2021  | 15 d'abril de 2025 |
| 35                      | 9 (2)   | Infiltració al barri del plaer Yūkaku Sennyū (遊郭潜入)                       | 12 de desembre de 2021 | 15 d'abril de 2025 |
| 36                      | 10 (3)  | Qui ets tu? Nanimono? (何者？)                                                | 19 de desembre de 2021 | 15 d'abril de 2025 |
| 37                      | 11 (4)  | Aquesta nit Kon'ya (今夜)                                                     | 26 de desembre de 2021 | 15 d'abril de 2025 |
| 38                      | 12 (5)  | Que es noti que tinc estil Dohade ni Iku ze!! (ド派手に行くぜ‼)               | 2 de gener de 2022     | 15 d'abril de 2025 |
| 39                      | 13 (6)  | Records superposats Kasanaru Kioku (重なる記憶)                               | 9 de gener de 2022     | 15 d'abril de 2025 |
| 40                      | 14 (7)  | Transformació Henbō (変貌)                                                    | 16 de gener de 2022    | 15 d'abril de 2025 |
| 41                      | 15 (8)  | Reagrupació Shūketsu (集結)                                                   | 23 de gener de 2022    | 15 d'abril de 2025 |
| 42                      | 16 (9)  | Si derrotem una Lluna Superior Jōgen no Oni o Taoshitara (上弦の鬼を倒したら) | 30 de gener de 2022    | 15 d'abril de 2025 |
| 43                      | 17 (10) | No et rendeixis Zettai Akiramenai (絶対諦めない)                              | 6 de febrer de 2022    | 15 d'abril de 2025 |
| 44                      | 18 (11) | Tant és quants cops reneixi Nando Umarekawatte mo (何度生まれ変わっても)      | 13 de febrer de 2022   | 15 d'abril de 2025 |